# Phostria leucophasma
Phostria leucophasma is een vlinder uit de familie van de grasmotten (Crambidae). De wetenschappelijke naam van de soort is voor het eerst gepubliceerd in 1912 door Harrison Gray Dyar.
De soort komt voor in Mexico en Peru.